# Jacques Fromental Halévy

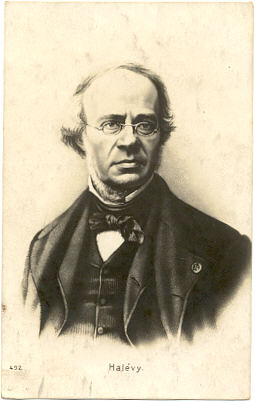
Jacques Fromental Halévy

Jacques-François-Fromental-Élie Halévy (Paris, 27 de maio de 1799 – Nice, 17 de março de 1862), conhecido como Fromental Halévy, foi um compositor francês.
É hoje amplamente conhecido pela sua ópera La Juive.

## Biografia
Halévy nasceu em Paris, filho de um cantor, Elie Halfon Halévy, secretário da comunidade judaica de Paris, escritor e professor de hebraico, francês e de uma mãe judia.
Entrou no Conservatório de Paris com nove anos de idade, em 1809, tornando-se aluno e, mais tarde protegido de Cherubini.
Halévy foi mestre de coro no Théâtre Italien, enquanto lutava para conseguir realizar uma ópera. Foi nomeado professor do Conservatório de Paris em 1827 e membro em 1836 - depois secretário perpétuo em 1854 - da Academia das Belas-Artes.
Halévy morreu em Nice, deixando a sua última ópera, Noé, inacabada. Foi concluída por seu genro, Georges Bizet, mas apenas foi executada 10 anos depois da sua morte.

## Obras
Halévy escreveu cerca de quarenta óperas, incluindo:
- L'artisan (1827)
- Le roi et le batelier (1827)
- Clari (1828), em italiano; um sucesso modesto, mesmo sendo Maria Malibran a protagonista
- La dilettante d'Avignon (1828)
- Attendre et courir (1830)
- La langue musicale (1830)
- La tentation (1832)
- Les souvenirs de Lafleur (1833)
- Ludovic (1833), término de uma obra inacabada de Hérold
- La Juive (1835), seu primeiro sucesso
- L'éclair (1835), outro grande sucesso, na mesma temporada
- Guido et Ginevra (1838)
- Les treize (1839)
- Le shérif, (1839) a que Hector Berlioz se referiu como "ópera cômica encantadora"
- Le drapier (1839)
- Le guitarréro (1841)
- La reine de Chypre (1841) elogiada por Richard Wagner
- Charles VI (1843) (revivida em Compiègne, 2005)
- Le lazzarone, ou Le bien vient en dormant (1844)
- Les mousquetaires de la reine (1846)
- Les premiers pas (1847)
- Le val d'Andorre (1848)
- La fée aux roses (1849)
- La tempesta (1850), em italiano, baseada em The Tempest, de Shakespeare
- La dame de pique (1850) (baseada em Prosper Merimée)
- Le Juif errant (1852) baseada no romance de Eugène Sue
- Le nabab (1853)
- Jaguarita l'Indienne (1855)
- L'inconsolable (1855)
- Valentine d'Aubigny (1856)
- La magicienne(1858)
- Noé (1858-1862): incompleta devido à morte de Halévy, terminada por Georges Bizet

Halévy também escreveu para o balé, forneceu música de cena para uma versão francesa do Prometeu Acorrentado, de Ésquilo, e escreveu cantatas.

## Família Halévy
- Léon Halévy, (irmão) foi escritor e historiador, escreveu uma biografia precoce de seu irmão e era o pai de
- Ludovic Halévy, libretista francês de muitas óperas, incluindo Carmen de Bizet.
- Léonie, a esposa de Halévy, teve sérios problemas mentais durante seu casamento, sofreu uma notável recuperação depois de sua morte e se tornou uma talentosa escultora (ela era 20 anos mais nova que ele).
- Geneviève sua filha casou com o compositor Bizet, que tinha sido um dos alunos de Halévy no Conservatório. Depois da morte de Bizet, relacionou-se com Delaborde, o filho de Charles-Valentin Alkan, e finalmente Geneviève casou com um banqueiro Rothschild ligação que se tornou um líder recepcionista parisiense. Entre os convidados das soirées estava o jovem Marcel Proust, que a utilizou como modelo da Duquesa de Guermantes no seu épico Em Busca do Tempo Perdido.